# انتخابات در سوئد

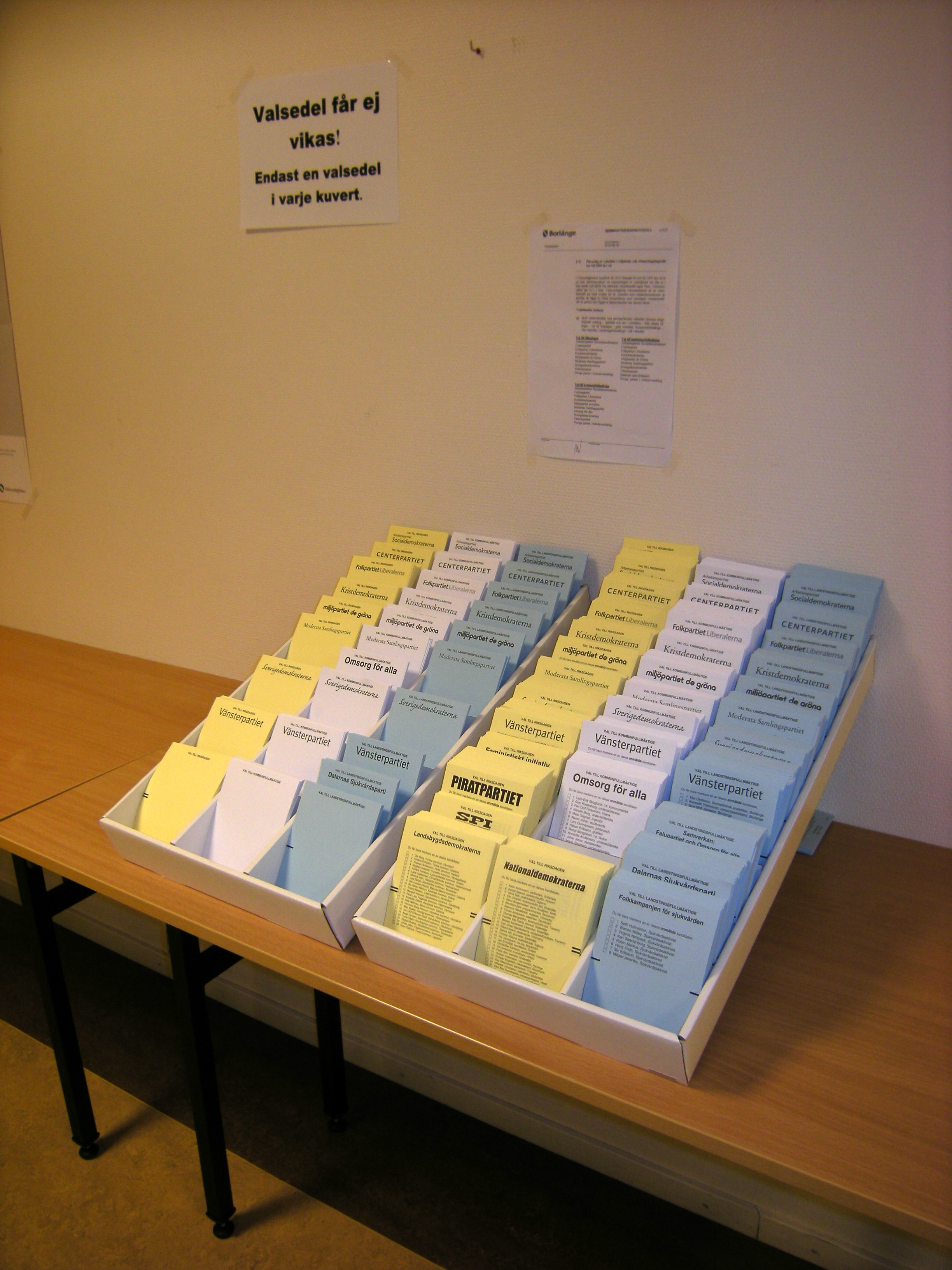
انتخابات عمومی در سوئد سال 2010. برگه های رأی در یک مرکز رأی گیری.

انتخابات در سوئد هر چهار سال یک بار برای تعیین آرایش مجالس قانون‌گذاری در سه سطح اداری برگزار می‌شود. ریکسداگ عالی‌ترین مجلس قانونگذاری سوئد است. انتخابات ۲۰ شورای شهرستان (landsting)، ۲۹۰ شورای شهر (kommunfullmäktige) به همراه مجلس ملی در دومین یکشنبه از ماه سپتامبر برگزار می‌شوند. تقریباً همهٔ این انتخابات‌ها با یک نظام انتخاباتی مشابه انجام می‌شوند.
همچنین سوئد انتخابات پارلمان اروپا را هم دارد که بر خلاف انتخابات‌های داخلی این کشور، هر پنج سال در ماه ژوئن برگزار می‌شود. روز برگزاری این انتخابات مانند دیگر انتخابات‌های سوئد یکشنبه است و از لحاظ نظام انتخاباتی تقریباً برابر با انتخابات‌های سوئد است.